# マリーズ・イルズ

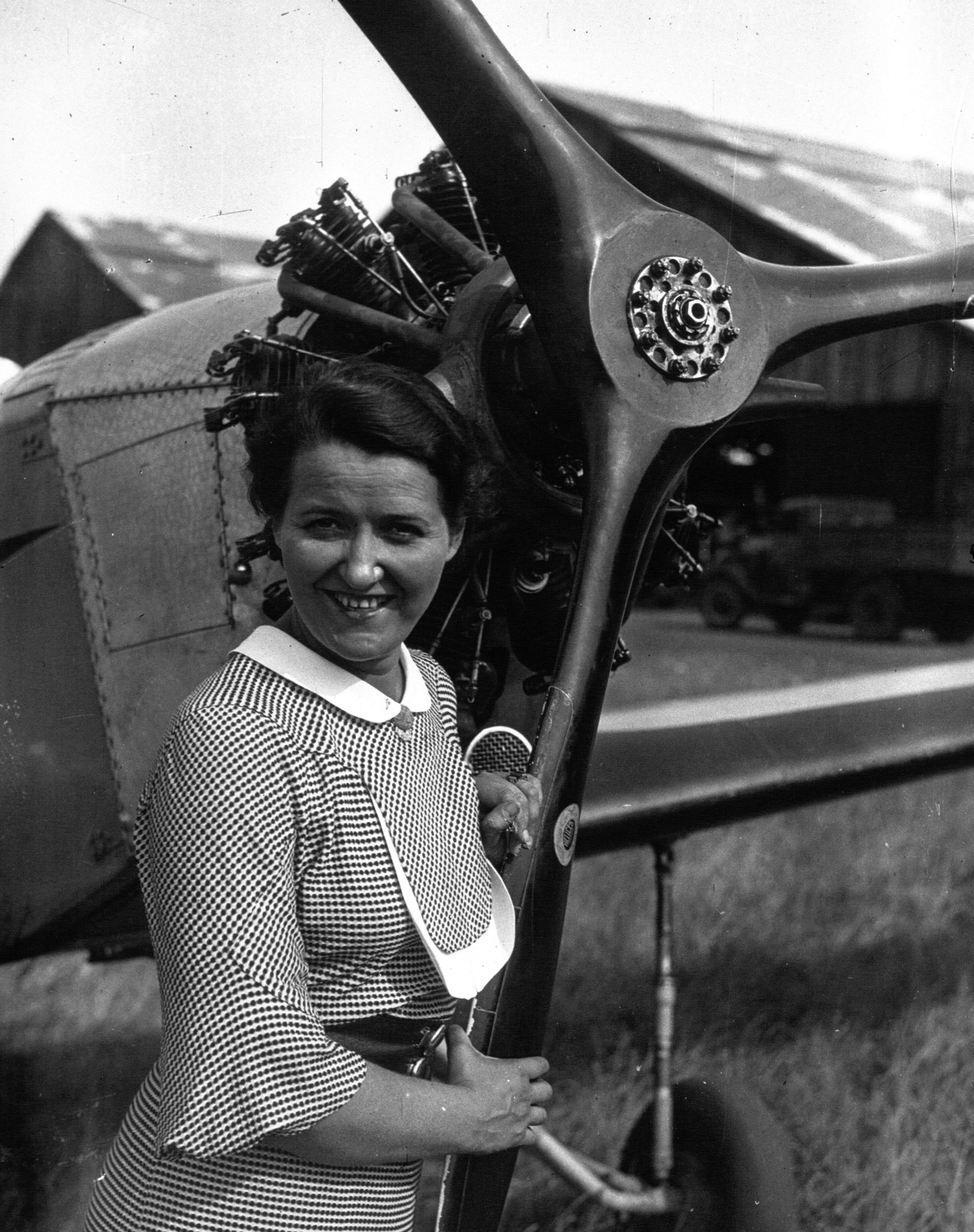
マリーズ・イルズ

マリーズ・イルズ、本名マリー・アントワネット・イルズ（Marie-Antoinette Hilsz、通称 Maryse Hilsz、1903年3月7日 - 1946年1月30日）はフランスの女性パイロットである。1935年6月23日に14310mの女性の高度記録を樹立した。ハーモン・トロフィーの受賞者である。
パラシュート・ジャンプや、翼の上に立つというアクロバット飛行で資金をためて、1930年に航空士免許をとると、パリ - サイゴン、パリ - マダガスカル間の飛行を行った。1933年と1934年の2回のパリ－東京飛行をおこなっている。
第二次世界大戦中にはレジスタンスとして活動し、戦後フランス空軍に入隊するが、1946年にブール＝カン＝ブレスで操縦していた飛行機が墜落、死亡した。

## イルズの飛行記録
| 日付           | 記録                                                                             |
| -------------- | -------------------------------------------------------------------------------- |
| 1931年9月9日   | パリ - サイゴン - パリの長距離飛行を行う                                         |
| 1932年8月19日  | 女性の高度飛行記録 10,000mを達成                                                 |
| 1933年         | 国際航空宇宙飛行士連盟〈年間最優秀女性飛行士賞〉をアメリア・イアハートと分け合う |
| 1933年         | ハーモン・トロフィーを受賞                                                       |
| 1933年         | パリ - 東京を飛行                                                                |
| 1934年4月28日  | ブレゲー機 パリ - 東京 - パリ の30,000kmを超える長距離飛行に成功                 |
| 1934年6月17日  | 女性の高度飛行記録 11,800mを達成                                                 |
| 1936年6月23日  | 女性の高度飛行記録 14,310mを達成                                                 |
| 1937年12月23日 | 4日間でパリ - サイゴンを飛行し、アンドレー・ジャピーの記録を更新                 |